# Lakören
Lakören (finska: Madeluoto) är en klippa i Finland.   Den ligger i kommunen Helsingfors i den ekonomiska regionen  Helsingfors  och landskapet Nyland, i den södra delen av landet, 6 km nordväst om huvudstaden Helsingfors.
Terrängen runt Lakören är platt. Havet är nära Lakören åt sydost.  Närmaste större samhälle är Helsingfors, 5,9 km sydost om Lakören. 